# Dunbaria ferruginea
Dunbaria ferruginea är en ärtväxtart som beskrevs av Robert Wight och George Arnott Walker Arnott. Dunbaria ferruginea ingår i släktet Dunbaria och familjen ärtväxter. Inga underarter finns listade i Catalogue of Life.